# Minegumo
Il Minegumo (峯雲? lett. "Nuvole sulla cima") è stato un cacciatorpediniere della Marina imperiale giapponese, settima unità della classe Asashio. Fu varato nel novembre 1937 dal cantiere Fujinagata a Osaka.
Assegnato alla 9ª Divisione poco prima dell'inizio delle ostilità nel Pacifico, appoggiò le azioni anfibie nelle Filippine e poi nelle Indie olandesi, culminate nella battaglia del Mare di Giava (27 febbraio 1942), durante la quale ebbe modo di distinguersi. Revisionato in Giappone a causa di danni leggeri, fu tra le navi schierate per la battaglia delle Midway a inizio giugno ma non partecipò al combattimento; stesso ruolo marginale ricoprì nel corso della battaglia delle Salomone Orientali alla fine dell'agosto successivo. Fu invece attivo nelle missioni del cosiddetto Tokyo Express, rimanendo danneggiato a inizio ottobre da un quasi centro: dovette rientrare in patria ed essere raddobbato a lungo. All'inizio del 1943 riprese il proprio posto sul fronte nelle Salomone e da Rabaul salpò per una missione di rifornimento a Kolombangara al principio di marzo; lo scarico riuscì ma, nelle prime ore del 6, rimase vittima di un nutrito fuoco d'artiglieria scatenato da una Task force statunitense. Affondò davanti alle coste dell'isola con circa un terzo dell'equipaggio ucciso, incluso il proprio comandante.

## Servizio operativo

### Costruzione
Il cacciatorpediniere Minegumo fu ordinato nell'anno fiscale edito dal governo giapponese nel 1934. La sua chiglia fu impostata nel cantiere navale di Osaka, gestito dalla ditta Fujinagata, il 22 marzo 1937 e il varo avvenne il 4 novembre dello stesso anno; fu completato il 30 aprile 1938. All'inizio degli anni quaranta la nave formò con l'Asagumo, il Natsugumo e lo Yamagumo la 9ª Divisione cacciatorpediniere, dipendente dalla 4ª Squadriglia della 2ª Flotta.

### 1941-1942
Passato al comando del capitano di corvetta Yasuatsu Suzuki all'inizio degli anni quaranta, il Minegumo lasciò il 26 novembre 1941 lo Stretto di Terashima con il resto della propria unità e si diresse alla base militare di Mako nelle Pescadores, dove tutte le navi si ancorarono il 29 e la 4ª Squadriglia fu prestata alla 3ª Flotta del viceammiraglio Ibō Takahashi per le imminenti operazioni contro le Filippine. Il 7 dicembre, giorno precedente l'attacco di Pearl Harbor a causa della linea internazionale del cambio di data, il Minegumo lasciò Mako e la mattina dell'11 vigilò sugli sbarchi a Vigan nella Luzon nord-occidentale, seguiti il 22 dall'invasione incontrastata del Golfo di Lingayen più a sud. Il rapido crollo statunitense in quasi tutto l'arcipelago consentì alla 3ª Flotta di ridislocare velocemente le sue forze contro il settore orientale delle Indie olandesi: il 12 gennaio 1942 il Minegumo coprì assieme alle unità gregarie l'occupazione di Tarakan nel Borneo nord-orientale, poi il 23 i cacciatorpediniere scortarono il convoglio d'invasione di Balikpapan, conquistata a dispetto di un'audace incursione compiuta da quattro cacciatorpediniere statunitensi. L'8 febbraio il Minegumo protesse gli sbarchi a Makassar e rimase per un certo periodo nella zona di Celebes; infine il 25 febbraio fu schierato in appoggio al facile sbarco sull'isola di Bawean. Aggregato al convoglio d'invasione orientale per Giava, prese parte alla battaglia del Mare di Giava del 27 febbraio e affondò a cannonate, collaborando con il gemello Asagumo, il cacciatorpediniere HMS Electra; in ritorno non subì che danni superficiali e contò solo quattro feriti. Al termine del combattimento prestò assistenza all'Asagumo avariato e lo scortò a Balikpapan. Si riunì dunque alla flotta in alto mare e il 1º marzo, assieme al gemello Natsugumo, diede la caccia al sommergibile USS Pearch al largo di Bawean, riuscendo a danneggiarlo e a costringerlo alla fuga. A fine mese fu aggregato alla piccola squadra incaricata di occupare la remota isola di Natale, comprendente tra le altre navi anche l'incrociatore leggero Naka; l'operazione fu facile ma l'incrociatore rimase danneggiato da un sommergibile nemico e il Minegumo fu aggregato allo schermo difensivo per il Naka in traino alla volta di Singapore, toccata il 10 aprile. Due giorni dopo salpò verso il Giappone e dopo una tappa a Formosa si ancorò il 20 nell'arsenale di Yokosuka per una revisione generale; il 2 maggio, comunque, uscì urgentemente in mare con l'incrociatore pesante Takao e prestò soccorso alla portaidrovolanti Mizuho in lento affondamento. Inquadrato nel corpo principale della 2ª Flotta, lasciò a fine maggio la baia di Hashirajima e fu presente alla battaglia delle Midway (4-6 giugno), rimanendo però molto lontano dai combattimenti. Rientrato in patria, il Minegumo fu inviato nel teatro di guerra settentrionale secondo il piano di rafforzamento della 5ª Flotta, per renderla capace di affrontare un'ipotetica controffensiva statunitense tesa a riconquistare le isole di Attu e Kiska (prese tra il 7 e il 10 giugno). La flotta lasciò la base di Ominato il 27 e rimase in pattugliamento a sud-ovest delle Aleutine sino al 13 luglio, quando i rinforzi furono richiamati in Giappone.
L'11 il Minegumo lasciò Yokosuka con altri cacciatorpediniere per accompagnare il grosso della 2ª Flotta alla base di Truk, in vista della prima controffensiva giapponese collegata alla campagna di Guadalcanal; il 20 però, nel corso delle manovre di dispiegamento, urtò una scogliera semisommersa e la flotta annullò la prevista sortita. Riparato sommariamente, il 22 il Minegumo seguì la squadra nella battaglia delle Salomone Orientali come scorta ravvicinata alla petroliera Nippon Maru e, poi, alla danneggiata portaidrovolanti Chitose già accompagnata dal Natsugumo: le tre navi raggiunsero Truk il 28. Dal 2 al 7 settembre protesse un convoglio nell'andata e ritorno dalle isole Shortland, presidio giapponese avanzato nelle isole Salomone, quindi per il resto del mese fu coinvolto in pattugliamenti aggressivi a nord delle Salomone, rimasti senza seguito. Portatosi con il resto della 9ª Divisione alle Shortland alla fine di settembre, iniziò a intraprendere missioni del Tokyo Express verso la contesa Guadalcanal: il trasporto notturno del 2 ottobre riuscì con pieno successo, ma il 5 ottobre, di ritorno dallo sbarco nottetempo di truppe, il Minegumo fu quasi centrato da varie bombe che esplosero ai lati della prua, causando allagamenti importanti. Capace di sviluppare solo 14 nodi di velocità, fu scortato dal Natsugumo al sicuro nelle Shortland. Il 6 salpò e si trascinò a Truk, dove dal 10 ottobre e per oltre un mese fu sottoposto a vari interventi. Il 16 novembre partì alla volta di Yokosuka e la raggiunse il 23 con i propri mezzi, iniziando il raddobbo. Probabilmente, in corso d'opera, le due installazioni binate di Type 96 da 25 mm site ai lati del fumaiolo posteriore furono rimpiazzate da due impianti tripli e, tra la torretta prodiera e la torre di comando, fu forse costruito un ballatoio rialzato per ospitare un affusto binato sempre su pezzi Type 96.

### 1943: l'affondamento
Il 25 gennaio 1943 il Minegumo transitò agli ordini del capitano di corvetta Yoshitake Uesugi e il 12 febbraio poté tornare in servizio attivo: fu subito aggregato alla scorta di un convoglio che, da Yokosuka, depositò truppe e rifornimenti a Truk dieci giorni più tardi. Il 28 lasciò la rada per dirigere sulla piazzaforte di Rabaul, in Nuova Britannia, allo scopo di irrobustire i numerosi viaggi di trasporto alle posizioni nipponiche nelle Salomone centrali, elette a nuovo bastione difensivo dopo la finale evacuazione da Guadalcanal. Assieme al cacciatorpediniere Murasame caricò a bordo attrezzature, rifornimenti e altro materiale e salpò il 4 marzo, compiendo una tappa alle Shortland prima di effettuare lo scarico all'isola di Kolombangara. Le operazioni avvennero nella notte del 5-6 marzo a Vila, sede di un aeroporto e di altre strutture militari nipponiche, e il Minegumo e il Murasame si accinsero a ripiegare prima delle 01:00 del 6. Tuttavia a loro insaputa una task force statunitense al comando del contrammiraglio Aaron Merrill era penetrata nel golfo da nord; facendo uso accorto della strumentazione radar, Merrill bersagliò con precisione le navi nipponiche. Il Minegumo, colto del tutto alla sprovvista, non ebbe il tempo di montare alcuna reazione e fu devastato da numerosi proietti da 152 mm. Sprofondò dinanzi al litorale orientale dell'isola (8°01′S 157°14′E) con quarantasei morti, compreso il comandante Uesugi, mentre 122 marinai riuscirono a nuotare fino a riva e a ricongiugersi alle forze amiche. Nel corso del 6 marzo due altri naufraghi furono trovati e fatti prigionieri dagli statunitensi.
Il Minegumo fu depennato il 1º aprile 1943 dalla lista del naviglio in servizio con la Marina imperiale.